# Réalisme merveilleux

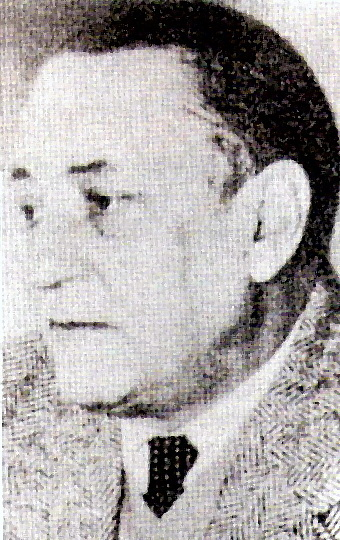
Alejo Carpentier.

Le réalisme merveilleux est une notion de critique littéraire ou de critique d’art qui se réfère à des productions artistiques dans lesquelles la représentation du réel est fortement teintée par le merveilleux. Elle apparut dans la communication de l’écrivain haïtien Jacques Stephen Alexis au cours de la première Conférence internationale des écrivains et artistes noirs, à Paris en 1956. Manifestement inspiré par la notion de “real maravilloso” promue par le Cubain Alejo Carpentier dans le prologue de son roman Le Royaume de ce monde (1949), Alexis tâchait de réconcilier les impératifs du réalisme social et les caractéristiques de l’art populaire haïtien.
Longtemps négligée en France, l’appellation proposée par Alexis a surtout été utilisée dans la critique littéraire francophone antillaise et canadienne. Dans ces deux contextes, le réalisme merveilleux est souvent la traduction française de la notion de “magic(al) realism” popularisée dans la critique anglophone, ou de celle de “realismo mágico” de la critique hispanophone. Cette traduction est source de confusion, dans la mesure où Alejo Carpentier avait lancé sa notion de “real maravilloso” pour se distinguer justement de celle de “realismo mágico” devenue populaire dans le monde hispanophone de par son association avec le roman de Gabriel García Márquez, Cent ans de solitude. Carpentier se distanciait d’ailleurs par la même occasion des Surréalistes qu’il avait beaucoup fréquenté à Paris avant guerre.
Dans le sillage de la redéfinition du réalisme magique en tant que mode narratif de la fiction (et non pas genre ou esthétique littéraire) distinct du mode fantastique, proposée par la comparatiste canadienne Amaryll Chanady, les travaux du comparatiste français Charles Scheel proposent une définition du réalisme merveilleux en tant que mode narratif distinct aussi du réalisme magique. Dans la littérature française, le réalisme magique est illustré magistralement par des textes de Marcel Aymé comme les nouvelles du Passe-Muraille, dans lesquelles des faits surnaturels ludiques font irruption dans un contexte réaliste sans que le narrateur s'en offusque; le réalisme merveilleux caractérise lui des textes du jeune Jean Giono, comme ses romans de la trilogie de Pan, dans lesquels la narration de faits réalistes est constamment teintée par l’émerveillement de l’auteur.